# ألبرت دومون
ألبرت دومون (بالإنجليزية: Ebenezer Dumont)‏ هو ضابط ومحامي وسياسي أمريكي، ولد في 23 نوفمبر 1814 في الولايات المتحدة، وتوفي في 16 أبريل 1871 في الولايات المتحدة. حزبياً، نشط في الحزب الجمهوري. وقد انتخب عضو مجلس النواب الأمريكي.